# برنت کورن (آلاباما)
برنت کورن (به انگلیسی: Burnt Corn) یک منطقهٔ مسکونی در ایالات متحده آمریکا است که در شهرستان مونرو، آلاباما واقع شده‌است. برنت کورن ۱۳۰٫۱۵ متر بالاتر از سطح دریا واقع شده‌است.